# Susana Torre

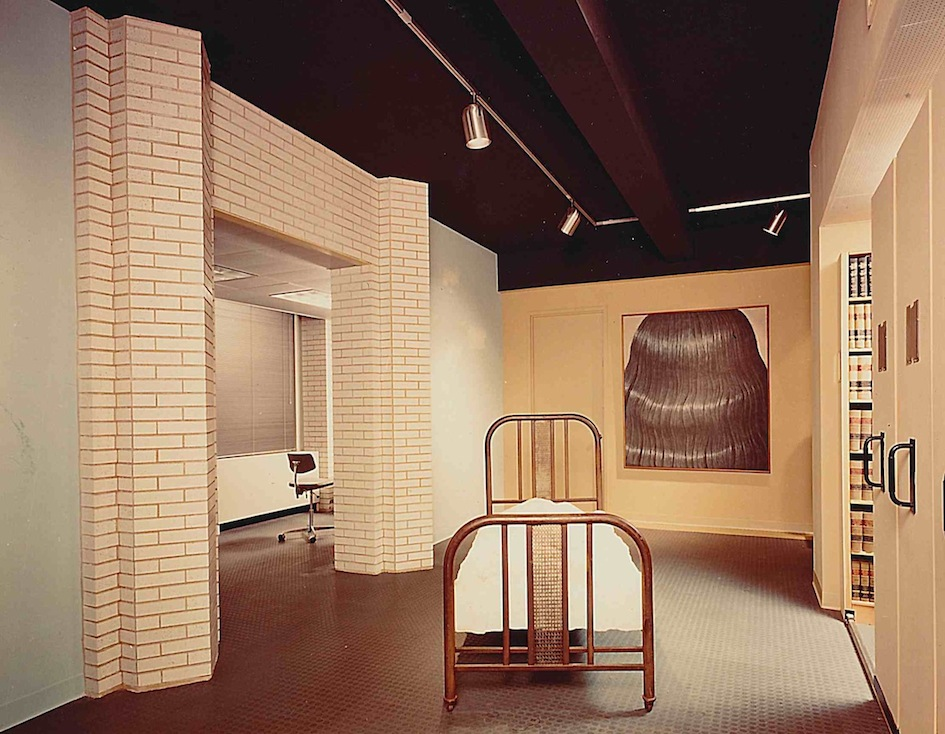
Oficina de leyes, Ciudad de Nueva York, 1977

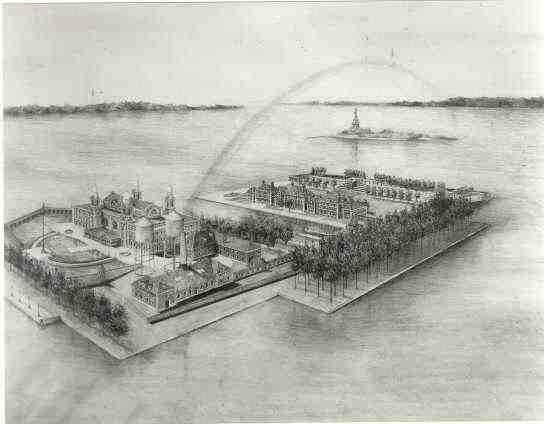
Propuesta de Parque en Ellis Island, Puerto de Nueva York 1981

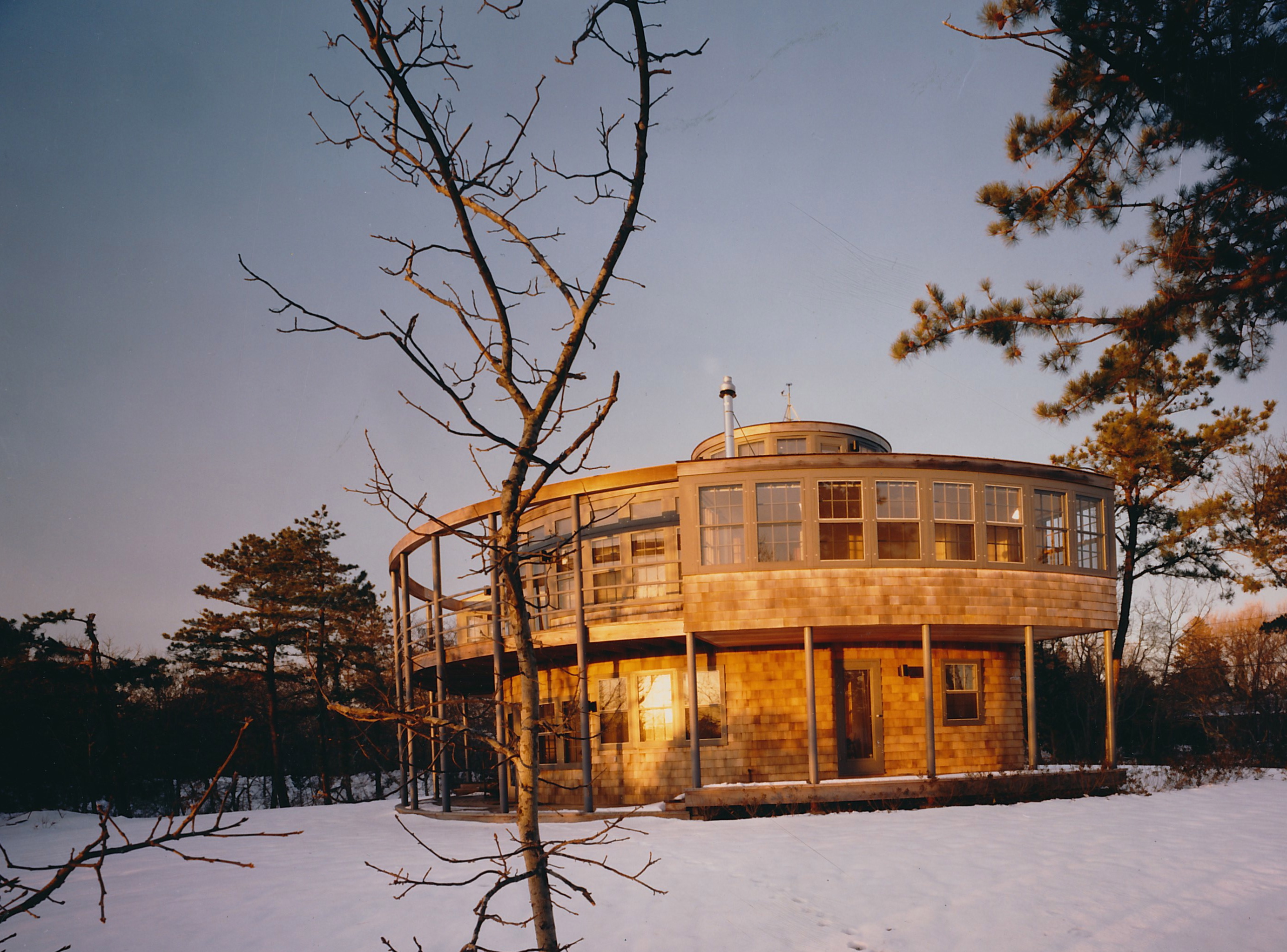
Garvey Casa, Amagansett, NY

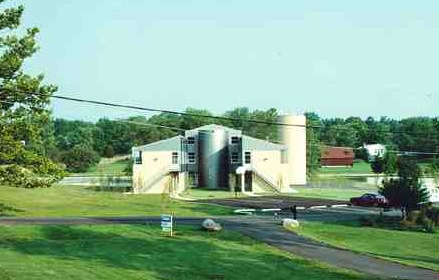
Estación de Bomberos 5, Columbus, Indiana.

Susana Torre (Puan, 1944) es una arquitecta argentina-estadounidense, crítica y educadora, con residencia en la ciudad de Nueva York (de 1968 a 2008) y en Carboneras, Almería, España (desde 2009). Ha desarrollado una carrera que combinó “preocupaciones teóricas con la práctica real de construir”  y diseño arquitectónico y urbano con la enseñanza y la escritura. Fue la primera mujer invitada para diseñar un edificio público en Columbus, Indiana, “una ciudad internacionalmente conocida por su colección de edificios diseñados por arquitectos prominentes.”

## Primeros años
Nació en Puán, provincia de Buenos Aires, Argentina, la mayor de tres hijos de Alfonso A. Torre, un economista, y de Amelia E. Silva, una maestra escolar. A la muerte de su padre cuando tenía ocho años, la familia se mudó a La Plata, cerca de Buenos Aires, donde asistió a escuelas públicas hasta que empezó sus estudios universitarios de arquitectura. En las Facultades de Arquitectura y Planificación, de la Universidad Nacional de La Plata y la Universidad de Buenos Aires, en la cual recibió su licenciatura en 1968. Un año antes de su graduación Torre fue seleccionada para representar a la Argentina en la Conferencia de 1967 de Diseño Internacional en Aspen, Colorado y también ganó una beca de la Fundación Edgar Kaufmann Jr. que le permitió hacer un viaje de estudio a través de Estados Unidos. A su regreso a Argentina se estableció en el Departamento de Diseño del Museo Provincial de Bellas Artes en La Plata, primero en América Latina. Mientras era estudiante, Torre diseñó un edificio de apartamentos de seis plantas en La Plata para el banquero David Graiver y también construyó una pequeña vivienda y taller para ella y su primer marido, el pintor Alejandro Puente, en City Bell.
Torre regresó a Estados Unidos en 1968 para completar su posgrado sobre aplicaciones del ordenador a la arquitectura en la Facultad de Arquitectura y Planificación de la Universidad de Columbia en Nueva York. En 1971 estuvo asociada con el Departamento de Arquitectura del Museo de Arte Moderno en Nueva York como becaria de la Fundación Edward John Noble y trabajó en un proyecto investigación sobre Nuevos Asentamientos Urbanos en el Instituto para Arquitectura y Estudios Urbanos en Nueva York.
En 1972 Torre integró la Facultad de la Universidad Estatal de Nueva York (SUNY) en Old Westbury, NY, donde desarrolló desarrolló el primer plan de estudios para un nuevo programa de diseño del Departamento de Arte. El año siguiente cofundó el Archivo de Mujeres en Arquitectura de la Liga de Arquitectura de Nueva York que fue la base para la exposición de 1977 titulada “Women in American Architecture: A Historic and Contemporary Perspective” y del libro del mismo nombre, de los cuales fue curadora y editora.

## Práctica arquitectónica y de diseño
En 1978 estableció The Architectural Studio en la Ciudad de Nueva York. Uno de sus primeros proyectos en Nueva York, fueron las Oficinas de Leyes del coleccionista de arte Harry Torczyner, que fueron seleccionadas por el Instituto Estadounidense de Arquitectos como espacios memorables de la década de los años 70.
Su práctica arquitectónica y de diseño está “basada un intenso sentido teórico, ético y cívico de la arquitectura y del diseño urbano” Según el arquitecto y autor John Loomis, sus edificios y los proyectos teóricos “entrelazan cultura, temas sociales y regionales.” Sus diseños han abarcado una gama de escalas; desde la cubierta de libro para el libro Desde el Centro de Lucy
Lippard hasta su propuesta de parque para Ellis Island, en el Puerto de Nueva York, han incluido renovaciones de edificios, diseños para viviendas y edificios públicos. Entre sus proyectos más conocidos están la Estación de Bomberos n.º 5 en Columbus, Indiana (1987); la propuesta del parque citada, las casas Clark y Garvey en The Hamptons, Nueva York; renovación de Schermerhorn Hall para la Universidad de Columbia, y el Consulado de Costa de Marfil en Nueva York.
En 2008 completó la comunidad residencial de siete casas litoraleñas donde ahora vive con su marido, escritor y sociólogo Geoffrey E. Fox, en Carboneras, España. El diseño se basó en sus estudios de 1973, sobre matrices espaciales y funciones indeterminadas, donde “una flexibilidad serial deja símbolos para colaborar con funciones y marca los elementos alegóricos en la vida diaria.”
Ha dedicado mucho de su vida profesional a teorizar la relación de edificios con sus contextos físicos y culturales; y la manera de en que las inquietudes feministas y las identidades culturales y regionales pueden ser expresadas en las formas y las funciones arquitectónicas. La estación de bomberos fue la primera diseñada específicamente para integrar mujeres en el cuerpo de bomberos. El diseño, que eliminó el dormitorio colectivo y promovió la vinculación personal entre compañeros de trabajo en un espacio como la cocina y la sala de ejercicios en lugar del vestuario casi exclusivamente masculino, fue adoptado en todo el país.” “Mientras dejó las suposiciones de seguridad intactas, el edificio diseñado por Torre ha creado una invención tipológica por su cuestionamiento de las suposiciones convencionales de género”. “Es un “ejemplo raro de cómo una perspectiva feminista puede alterar tanto la organización espacial, influenciada por convenciones sociales como la forma del edificio.”

## Carrera académica

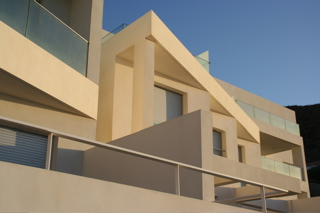
Desarrollo residencial, Carboneras, España

Torre fue Directora de Cranbrook Academy of Art (1994-95), del Departamento de Arquitectura y Diseño Ambiental de Parsons School of Design (1991-94) y del Programa de Arquitectura de Barnard College de la Universidad de Columbia (1982-85).
Fue profesora de diseño arquitectónico y urbano y de historia y teoría en las facultades de arquitectura de las Universidades de Columbia, Yale y New York University en Estados Unidos; la Universidad de Sídney en Australia; la Universidad de Buenos Aires en Argentina (como Senior Fellow de la Fundación Fulbright) y de la Universidad de Kassel en Alemania, entre otras.
Ha sido invitada a dictar conferencias sobre su trabajo en más de 150 universidades y asociaciones profesionales en todo el mundo. Su método de enseñanza ha enfatizado el diseño de edificios como respuesta transversal a condiciones ambientales; contexto cultural y físico; el examen crítico de las jerarquías sociales a través de su distribución espacial; estructura y materiales sostenibles; y una estética que entreteje lo diáfano y transparente de lo Moderno con las metáforas visuales expresivas del carácter de cada proyecto.
Como coordinadora de equipos de diseño interdisciplinario durante su carrera de enseñanza, involucró a su alumnado en exposiciones y competiciones arquitectónicas, recogiendo muchos premios. Sus investigaciones y escritos están centrados en el feminismo y los asuntos de género, la arquitectura en Latinoamérica; y la presencia de la memoria colectiva en espacios públicos.

## Exposiciones y publicaciones
En 1977, organizó la primera exposición importante sobre las mujeres en la arquitectura y el urbanismo de Estados Unidos, y editó el libro Women in American Architecture: A Historic and Contemporary Perspective. La exposición se inauguró en 1977, en el Museo de Brooklyn y recorrió Estados Unidos y los Países Bajos. La exposición y libro del mismo título, el cual editó y al cual contribuyó con tres ensayos, es considerado un trabajo pionero. Torre fue cofundadora de Heresies: A Feminist Journal on Art and Politics; integró los colectivos editoriales de Heresies 2: Patterns of Communication and Space y Heresies 11: Making Room: Women in Arquitectura y el consejo editorial de Chrysalis entre 1976-1978.

## Premios y reconocimientos
Sus diseños galardonados han sido publicados en Estados Unidos, Latinoamérica, Japón, Francia, Italia, Alemania, España y Australia y está incluida como fuentes de referencia estándar están incluidos en libros de referencia como la Enciclopedia de Arquitectura del siglo XX, Contemporary Masterworks, Contemporary Architects y el Dictionnaire de l'Architecture du XXme Siècle. Fue la primera mujer en obtener una de las comisiones públicas altamente competitivas en Columbus, donde su Estación de Bomberos n.º 5 está listado en la Whitney Guide to 20th Century American Architecture: 200 Key Buildings.
Fue una de las arquitectas seleccionadas para representar a Estados Unidos en la exposición internacional de arquitectura, la Bienal de Venecia, Italia, en 1980. Ha sido jurado de la Bienal Panamericana de Arquitectura de Quito (1992). Sus dibujos y proyectos han sido exhibidos en locales numerosos, incluyendo el Museo Cooper-Hewitt, en Nueva York; el Centro de Artes de Fort Worth; el Instituto de Artes Contemporáneas de Chicago; el Museo de Arte Contemporáneo de La Jolla; el Walker Art Center de Minneapolis y la Galería de Arte de la Universidad de Yale. en las colecciones de la ciudad de Columbus; la colección del centenario de la Biblioteca Avery de la Universidad de Columbia; el museo Davis de la Universidad de Wellesley, MA; y las colecciones del International Archive of Women in Architecture de Virginia Tech University en Blacksburg, VA,el cual también alberga una colección de sus archivos profesionales de 1977 a 1988.
Ha sido multipremiada por sus diseños y trabajos eruditos, con, entre otros, el Ailsa Mellon Bruce Senior Fellowship en el Center for Advanced Visual Studies de la National Gallery en 2003; y otros fellowships en Estados Unidos de la fundación Graham (2002), The National Endowment for the Humanities (1986, 2005) y The National Endowment for the Arts (1973, 1979, 1986, 1990); del AIA New York Chapter (1994) y de la Fundación Fulbright (Senior Fellow en 1990). En 1981 y 1988 recibió el Premio a la Excelencia en Diseño de Architectural Record Houses.